# Calvini
Calvini é uma comuna romena localizada no distrito de Buzău, na região de Valáquia. A comuna possui uma área de 59.19 km² e sua população era de 4444 habitantes segundo o censo de 2007.